# Stephen Harper
Stephen Harper (sinh 30 tháng 4 năm 1959 tại thành phố Toronto, tỉnh Ontario) là thủ tướng thứ 22 của Canada từ 6 tháng 2 năm 2006 đến ngày 4 tháng 11 năm 2015. Ông đồng thời cũng là Lãnh đạo Đảng bảo thủ Canada.
Harper trở thành Thủ tướng Canada khi đảng của ông giành chiến thắng trong cuộc bầu cử toàn quốc tháng 1 năm 2006; mặc dù vậy, đảng của ông không giành được đa số tuyệt đối tại Hạ nghị viện. Harper là đảng viên đầu tiên của Đảng bảo thủ Canada trở thành thủ tướng, và là thủ tướng đầu tiên thuộc phe bảo thủ kể từ năm 1993. Việc nhậm chức Thủ tướng của Harper đã chấm dứt 12 năm cầm quyền liên tục của Đảng tự do Canada. Harper cũng là thủ tướng Canada đầu tiên sinh ra vào nửa sau của thế kỷ 20.
Đảng bảo thủ Canada cũng giành chiến thắng trong cuộc bầu cử toàn quốc xảy ra vào ngày 14 tháng 10 năm 2008, tăng thêm vài ghế ở Hạ nghị viện. Tuy vậy, chính phủ của Harper vẫn là chính phủ thiểu số.
Cuối tháng 3 năm 2011, sau một số vụ bê bối, chính phủ của ông bị lật đổ sau khi thua phiếu bất tín nhiệm. Trong cuộc bầu cử toàn quốc xảy ra vào ngày 2 tháng 5 năm 2011, lần này Đảng bảo thủ Canada được giành chiến thắng lớn sau khi tăng thêm vài ghế ở Hạ nghị viện, và đầy đủ để cho ông lập chính phủ đa số đầu tiên sau 10 năm.
Trong cuộc bầu cử toàn quốc xảy ra vào ngày 19 tháng 10 năm 2015, đảng bảo thủ của ông bị thua đảng Tự do, và ông tuyên bố từ chức thủ tướng để cho lãnh tụ của đảng Tự do, Justin Trudeau, thành lập chính phủ mới.
Harper là Hạ nghị sĩ đại diện cho vùng phía Tây thành phố Calgary thuộc tỉnh Alberta từ năm 1993 đến năm 1997. Sau đó ông tiếp tục trúng cử vào Hạ nghị viện, đại diện cho vùng Tây Nam Calgary từ năm 2002 đến nay. Ông là một trong những thành viên sáng lập Đảng cải cách Canada. Vào năm 2002, Harper kế nhiệm Stockwell Day làm lãnh đạo Khối liên minh Canada (có tiền thân là Đảng cải cách), trở lại Hạ nghị viện với cương vị lãnh đạo phe đối lập. Năm 2003, Harper cùng Peter MacKay, lãnh đạo của Đảng bảo thủ cấp tiến Canada, đạt được thoả thuận hợp nhất hai đảng với tên gọi mới là "Đảng bảo thủ Canada". Sau đó ông được bầu làm lãnh đạo đầu tiên của đảng này sau thời gian Đảng có lãnh đạo lâm thời vào tháng 3 năm 2004.

## Sự nghiệp chính trị

Stephen Harper trong bộ áo dài tại hội nghị APEC 2006 ở Việt Nam